# ترانسفورماتور ولتاژ خازنی
ترانسفورماتور ولتاژ خازنی یا سی‌وی‌تی (به انگلیسی: CVT) نوعی ترانسفورماتور ولتاژ است که برای تبدیل ولتاژهای بالای سامانهٔ انتقال انرژی به مقادیر قابل اندازه‌گیری و استفاده‌پذیر برای حفاظت و کنترل سامانهٔ ولتاژبالا استفاده می‌شود. مبدل‌های پتانسیل (پی‌تی) که دارای دو سیم‌پیچ اولیه و ثانویه هستند و اولیهٔ آن‌ها یک‌راست به ولتاژ بالا متصل می‌شود، تا سطح ولتاژ ۱۳۲ کیلوولت کاربرد دارند، در حالی که سی‌وی‌تی‌ها در ولتاژهای بالاتر به کار می‌روند. در ترانسفورماتور ولتاژ خازنی از خازن به عنوان مقسم ولتاژ استفاده می‌شود و بخش مقسم ولتاژ بین فاز و زمین شبکهٔ قدرت متصل می‌شود. سی‌وی‌تی نقش خازن جفت‌شدگی را نیز بازی می‌کند و سیگنال‌های فرکانس‌بالای حامل خط نیرو را به خط انتقال جفت می‌کند.

## ساختمان

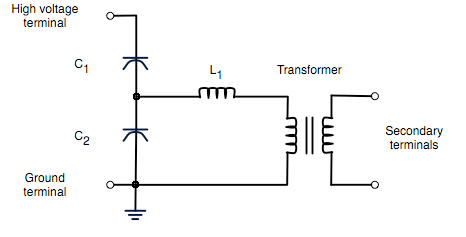
نمودار مداری یک ترانسفورماتور ولتاژ ساده

در ساده‌ترین حالت سی‌وی‌تی از دو خازن C1 و C2 تشکیل می‌شود که ولتاژ را بین خودشان تقسیم می‌کنند و با فرض اینکه جریان کشیده‌شده توسط مدار خروجی ناچیز است می‌توان ولتاژ را به این صورت محاسبه کرد:
{\displaystyle V_{out}={\frac {C_{1}}{C_{1}+C_{2}}}\times V_{in}}
در صورتی که بار مدار زیاد باشد، خطا در اندازه‌گیری زاویهٔ فاز و نیز نسبت ولتاژ به وجود خواهد آمد. برای رفع این مشکل یک رأکتانس القایی را با بار سری می‌کنند.
بخش خازنی این مدار در داخل یک محفظه‌های چینی جای می‌گیرد که کاملاً در برابر نفوذ هوا بسته‌اند و از فیلم پلی پروپیلن یا دی‌الکتریک کاغذی، اشباع‌شده در یک سیال ترکیبی به‌شدت فراوری‌شده برای عایق‌بندی خازن‌ها استفاده می‌شود. یک محفظهٔ انبساط از جنس فولاد ضدزنگ برای انبساط و انقباض سیال با توجه به دمای محیط در نظر گرفته می‌شود. این محفظه دارای یک سوراخ تخلیه است که در صورت بالا رفتن بیش از حد فشار عمل می‌کند. یک ترانسفورماتور میانی برای ایجاد سطح ولتاژ نهای استفاده می‌شود که ولتاژ ورودی خود را از پایین‌ترین خازن موجود در مقسم ولتاژ می‌گیرد و دارای سیم‌پیچ ثانویهٔ تپ‌دار است. این ترانسفورماتور به همراه مدار مغناطیسی پس از آن در یک محفظهٔ آلومینیومی ریخته‌گری‌شده قرار می‌گیرد. به غیر از رآکتور جبران‌کننده، یک مدار کنترل فرورزونانس نیز با این ترانسفورماتور سری می‌شود. مدار فرورزونانس از یک مقاومت سری‌شده با یک خازن و سلف موازی تشکیل می‌شود. این مدار باعث ایجاد میرایی بهتر و مقابله با نوسان‌ها خواهد شد و از مدار در برابر نوسان‌های فرورزونانس ایجادشده بر اثر خازن شبکه یا مدارشکن محافظت می‌کند.

## اثر هارمونیک و خطا
در فرکانس‌های هارمونیک یا زیرهارمونیک، امپدانس مدار فرورزونانس—که پارامترهای آن برای فرکانس اصلی تنظیم شده‌اند—به شدت افت می‌کند و این بخش از مدار تنها مانند یک مقاومت عمل خواهد کرد که نقش میراکنندگی را بر عهده دارد و موجب فرونشاندن نوسان‌های فرورزونانس می‌شود.
اگر خطایی در لحظهٔ گذر ولتاژ از نقطهٔ صفر رخ دهد، ولتاژهای گذرای شدید با دامنه‌ای تا حدود ۴۰٪ ولتاژ نرمال به وجود می‌آیند که ممکن است تا دو سیکل ادامه یابند. برای رفع این مشکل ولتاژ را از یک فیلتر میان‌گذر باریک عبور می‌دهند که باعث می‌شود ولتاژهای گذرا به رلهٔ دیستانس نرسد و رله بر اثر ولتاژهای گذرا تریپ ندهد.